# Eva und der Frauenarzt
Eva und der Frauenarzt ist ein deutsch-amerikanischer Spielfilm von 1951. Unter der Regie von Erich Kobler spielen Albrecht Schoenhals, Edith Prager und Til Kiwe die Hauptrollen in diesem Aufklärungsfilm.

## Handlung
Fred, Nicky und Eva studieren zusammen. Beide jungen Männer, die sich eine Studentenwohnung teilen, lieben Eva. Um Konflikte zu vermeiden, halten Nicky und Eva ihre Beziehung vor Fred geheim. Nicky muss sein letztes Studiensemester in der Schweiz absolvieren und so veranstaltet er kurz vor seiner Abreise ein Fest in der Studentenwohnung. Zum Schluss der Abschiedsfeier schlafen Eva und Nicky miteinander. Um von Fred nicht gestört zu werden, hat Nicky dafür gesorgt, dass Fred zur selben Zeit von einem hübschen Mädchen in seinem Zimmer verführt wird. Fred, der ziemlich angetrunken war, erinnert sich nur schemenhaft an diese Nacht. Als er mit Nicky darüber spricht, geraten die Freunde in Streit. 
Nachdem Fred in die Schweiz abgereist ist, stellt Eva fest, dass die Nacht mit Nicky nicht ohne Folgen geblieben ist: Sie erwartet ein Kind von Nicky. Den Entschluss, das Kind abzutreiben, verwirft Eva jedoch, nachdem sie einen Blick in die schmuddelige Praxis des Abtreibungsarztes geworfen hat. Sie geht dann zu Dr. Florian, einem seriösen Arzt, der ihr mit hilfreichen Ratschlägen zur Seite steht. 
Fred wiederum hat sich in der Nacht bei dem unbekannten Mädchen mit einer Geschlechtskrankheit angesteckt. Da es ihm peinlich ist, mit einem Arzt darüber zu sprechen, sucht er Hilfe bei einem Scharlatan, was ihn teuer zu stehen kommt, ohne sein Leiden jedoch zu beenden. Dann fasst Fred sich doch ein Herz und sucht einen Facharzt für Haut- und Geschlechtskrankheiten auf, der das Problem wirksam angeht, sodass Fred nach kurzer Zeit geheilt ist. Fred und Nicky treffen sich zu einer Aussprache, die jedoch wiederum zu einem Streit führt. Unversöhnt trennen sich beide.
Als Nicky zwei Monate später einen Brief von Eva erhält, der ihn sehr beunruhigt, telegrafiert er ihr, dass er mit dem Flugzeug kommen werde. Das Flugzeug stürzt über den Alpen ab. Eva ist so verzweifelt, dass sie einen Selbstmordversuch unternimmt, der zwar misslingt, aber zu einer Frühgeburt führt. Nach einem Jahr sitzen Eva und Fred zusammen in der Praxis von Dr. Florian. Der Arzt bestätigt dem inzwischen glücklich verheirateten Paar, dass Eva wieder schwanger ist. Mit großem Interesse verfolgen beide den Lehrfilm zum Ablauf der Geburt, den ihnen Dr. Florian zeigt, der Arzt, der sie vor einem Jahr im Unglück zusammengebracht hat.

## Produktion, Veröffentlichung, Hintergrund
Es handelt sich um einen Willy-Zeyn-Film im Sonderverleih der Columbia. 
Serge Krivicky und Alfred Tauszky, die über einen Strohmann seit 1950 Gründer der Columbus Film Verleih GmbH waren, besaßen die Alleinrechte an den Filmen der Columbia Pictures International Corporation. Serge Krivicky hatte Eva und der Frauenarzt aus dem amerikanischen Kulturfilm Because of Eve (1948) der Firma Crusade Productions zusammenschneiden lassen. Eine dürftige Rahmenhandlung wurde hinzugefügt. Als Studio diente das Filmatelier München-Tulbeckstraße, die Außenaufnahmen entstanden in Oberbayern. Für die Bauten war Theo Zwierski, für die Produktionsleitung Hans Lehmann zuständig. Der Film konnte somit für ca. 40.000 DM produziert werden.
Eva und der Frauenarzt wurde am 30. März 1951 im Frankfurter Filmpalast uraufgeführt. In Österreich hatte der Film am 13. Juli 1951 Premiere. 1959 startete er unter dem Titel Din kropps begär in Schweden und 1960 in Dänemark. In Finnland lief er am 30. Dezember 1960 unter dem Titel Älkää tuomitko an. Das Land Berlin erklärte den Film für kultursteuerfrei.
Als umsatzfördernde Maßnahme hatte sich Krivicky ausgedacht, das Publikum im Kino nach Geschlechtern getrennt sitzen zu lassen. Die Idee dahinter, die den Umsatz ankurbeln sollte und auch funktionierte, war, dass das Publikum sich besondere erotische Szenen versprach. Tatsächlich entschied die FSK, dass der Film in den westdeutschen Kinos nur getrennt nach Geschlechtern aufgeführt werden dürfe. Damit folgte sie einer Tradition aus der Weimarer Zeit des Reichslichtspielgesetzes.
Die Styria-Film wandte sich 1951 an den Verfassungsgerichtshof, da Eva und der Frauenarzt im österreichischen Bundesland Vorarlberg auf der Verbotsliste stand. Der Verfassungsgerichtshof gab der Verleihfirma Recht und erklärte die Maßnahme einer Vorbegutachtung durch die Landesregierung mit der Maßnahme einen Film als in Vorarlberg nicht aufführbar zu erklären, für verfassungswidrig.
Nach der Jugendschutznovelle von 1957 stufte der Sonderausschuss der FSK den Film von 16 auf 18 Jahre hoch. Gleichzeitig lief der Film im Saarland an, wo er bisher verboten war. Da die Auflage der Geschlechtertrennung im Laufe der 1950er Jahre unüblich geworden war, erklärte sich die FSK-Spitze bereit, diese Auflage aufzuheben und legte den Film im Oktober 1959 dem Arbeitsausschuss vor. Die Prüfer befanden jedoch, dass der Film unter diesen Bedingungen das sittliche Empfinden verletze und verboten ihn kurzerhand. Anders als „noch vor 10 Jahren in der Unordnung der Verhältnisse nach dem Krieg“ sei eine „öffentliche Unterrichtung über Geschlechtskrankheiten“ nicht mehr nötig, weil das Problem nicht mehr bestehe. Als Verbotsgrund wurde neben den „abscheuerregenden Darstellungen“ von Geschlechtskrankheiten auch die rein lustorientierte Sexualmoral des dargestellten Paares angegeben.
Eva-Darstellerin Edith Klinger, geborene Margulies (1922–2013) ist später als österreichische Tierschützerin und Moderatorin bekannt geworden. In ihren frühen Jahren als Film- und Theaterschauspielerin war sie unter dem Namen Edith Prager bekannt.

## Kritik
Eva und der Frauenarzt wurde in der zeitgenössischen Presse zurückhaltend aufgenommen, wobei auch auf die besonderen Umstände der Darbietung eingegangen wurde. So schrieb Der Tagesspiegel vom 6. Mai 1951: „Ein Seil durchzieht die Mitte der Sitzreihen. Links sitzen die Männer, rechts die Frauen: Vorschrift der Selbstkontrolle des deutschen Films.“ Wie groß der Nutzen eines solchen Films sei, werde schwer festzustellen sein, die hier gewählte Form werde aber kaum sehr befriedigen können. „Etwas leicht hat man es sich mit der Rahmenhandlung gemacht. Sie ist nicht nur mit überflüssigem Pathos, billiger Nonchalance und kitschigem Dialog belastet, sie ist auch unnötig breit und voll überflüssiger Details.“ Die soziale Not der Nachkriegsjahre werde völlig außer Acht gelassen: „An dieser Realität von heute vorbeigegangen zu sein, ist der schwerste Vorwurf, dem man diesem auch in seiner Darstellung nicht eben befriedigenden Film machen muß.“

„Eingepackt in eine etwas langatmig geratene Rahmenhandlung um ein Rat suchendes junges Paar präsentiert Regisseur Erich Kobler mehrere kürzere Dokumentarfilme zum Thema Sexualaufklärung. Diese sind durchaus wissenschaftlich fundiert und fern von allem Spekulativen, was der Filmtitel durchaus impliziert. Die Titelrolle übernahm Edith Prager, die nach ihrer eher kurzen Schauspielkarriere als engagierte Tierschutzaktivistin von sich reden machte.“

„Sexualaufklärung, verpackt in eine Spielfilmhandlung, in die Kurzdokumentationen (z. B. über den Verlauf einer Geburt und über Geschlechtskrankheiten) eingebaut sind. Der Film ist medizinisch-wissenschaftlich fundiert, bleibt aber formal unausgewogen.“